# Milky Way
Milky Way er en chokoladebar, som bliver produceret af Mars, Incorporated.
Navnet Milky Way er inspireret af Mælkevejen, og skal signalere noget luftigt og mælkeholdigt. Chokoladebaren indeholder nougat og fløde omgivet af mælkechokolade.

## Eksterne links
- Milky way